# Fridah Jönsson
Fridah Jönsson, född 3 december 1992 i Leksands församling, är en svensk skribent. Jönsson har bland annat varit krönikör i Metro och Dalarnas Tidningar. Jönsson medverkade i Sveriges Televisions Uppdrag granskning år 2013 i ett avsnitt om näthat mot kvinnor och år 2018 i ett avsnitt om nyhetsmediernas rapportering om metoo.